# Synagoge Batumi

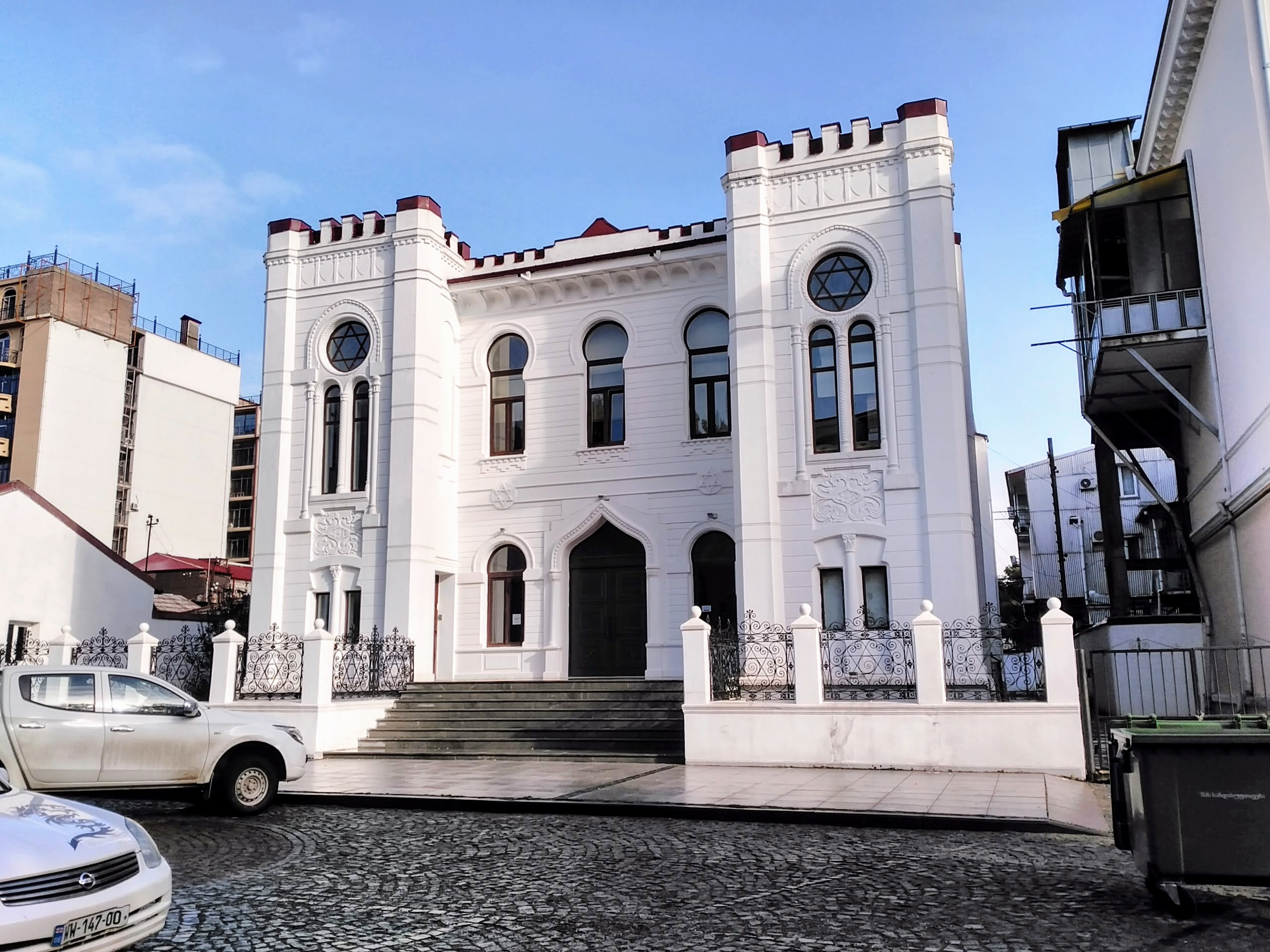
Synagoge Batumi

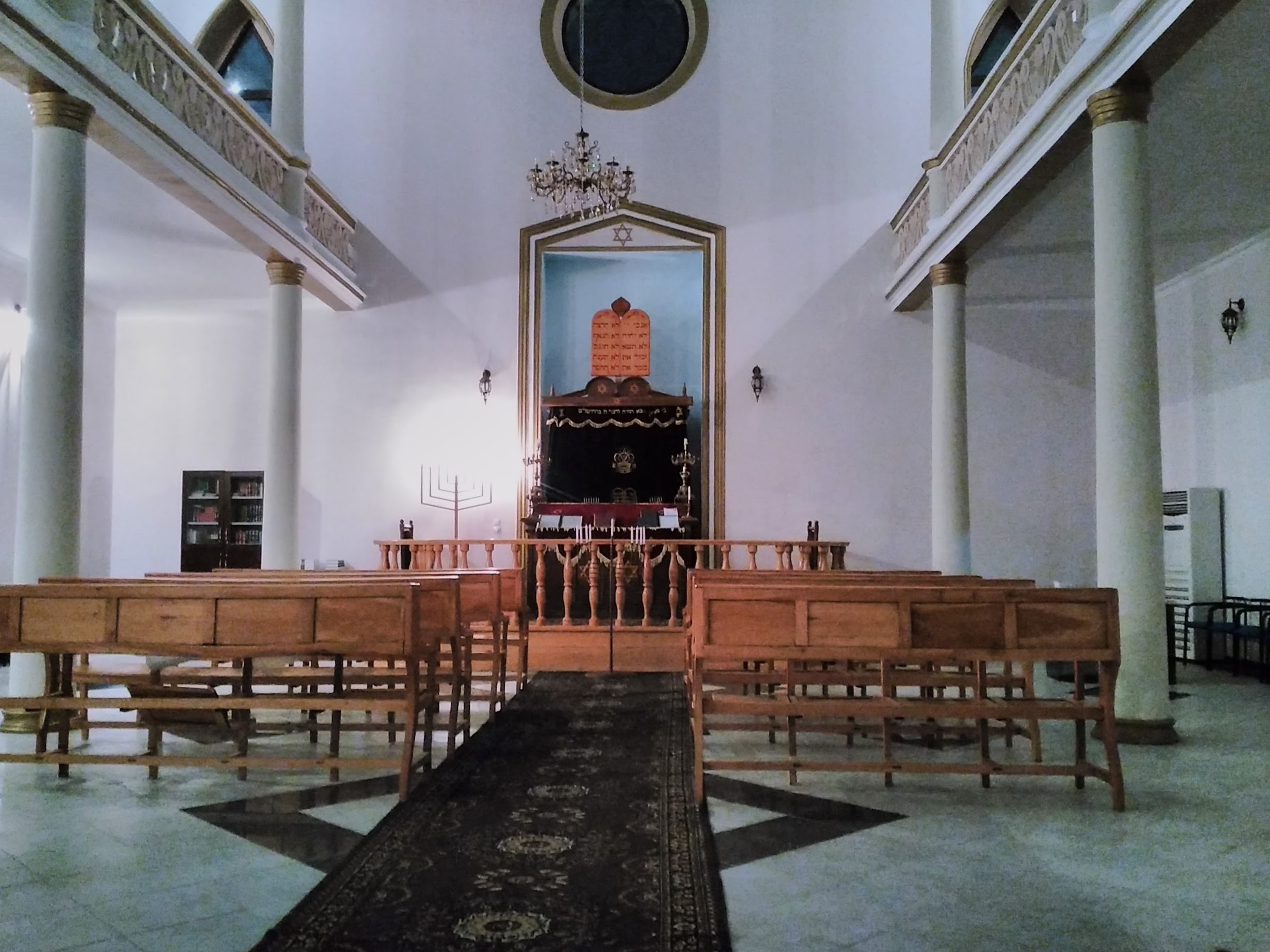
Innenraum der Synagoge

Die Synagoge Batumi, georgisch ბათუმის სინაგოგა, ist das jüdische Gotteshaus des georgischen Schwarzmeerortes Batumi. Sie wurde 1904 nach Plänen von Simon (Lev) Volkovich errichtet und befindet sich in der Vazha-Pshavela-Straße 33. Die Synagoge war zur Zeit der Sowjetunion als Sportstätte genutzt und fungiert seit 1998 wieder als jüdisches Gotteshaus.

## Geschichte
Bei der russischen Volkszählung 1897 wurden 1179 Jüdinnen und Juden in Batumi gezählt. Anfang des 20. Jahrhunderts wandte sich die jüdische Gemeinde der Stadt an den russischen Zar Nikolaus II. mit der Bitte den Bau einer Synagoge in der Stadt zu gestatten. Der Zar entsprach dem Wunsch der Gemeinde. Mit dem Entwurf des Baus wurde der Architekt Simon (Lev) Volkovich beauftragt, die Synagoge wurde 1904 fertiggestellt und geweiht.
Nach der Inkorporation Georgiens in die Sowjetunion, wurde die Synagoge Ende der 1920er Jahre geschlossen und lange Jahre als Sportstätte genutzt.
Mit dem Zerfall der Sowjetunion und der Unabhängigkeit Georgiens gab die Stadtverwaltung 1993 das Gebäude zurück an die wieder gegründete jüdische Gemeinde Batumis. Die Synagoge wurde daraufhin aufwändig saniert und weiß gestrichen, sodass die Synagoge 1998 wieder in eingeweiht werden konnte.
2011 wurde die Synagoge in die Liste der Nationaldenkmäler Georgiens aufgenommen.